# Hans Peter Ueberschaer
Hans Peter Ueberschaer (* 29. Februar 1948 in Berlin) ist ein Brigadegeneral außer Dienst des Heeres der Bundeswehr.

## Leben
Nach dem Abitur in Berlin trat Ueberschaer im Oktober 1968 als Freiwilliger beim Panzerbataillon 33 in Neustadt/Luttmersen in die Bundeswehr ein. Nach der Offizierausbildung hatte er von 1971 bis 1980 verschiedene Verwendungen in der Truppe als Zugführer, S2-Offizier (Militärisches Nachrichtenwesen) und Kompaniechef im Panzerbataillon 33.
Von 1980 bis 1982 absolvierte Ueberschaer den 23. Generalstabslehrgang Heer an der Führungsakademie der Bundeswehr in Hamburg, wo er zum Offizier im Generalstabsdienst ausgebildet wurde. Ab 1982 war er G3-Stabsoffizier im Stab des III. Korps in Koblenz und nahm von 1984 bis 1986 am niederländischen Generalstabslehrgang in Den Haag teil. Anschließend war er G3 der Panzerlehrbrigade 9 in Munster, bevor er 1988 Bataillonskommandeur des Panzerbataillons 23 in Braunschweig wurde. Ab 1990 war er Referent in der Stabsabteilung V im Führungsstab des Heeres im Bundesministerium der Verteidigung auf der Hardthöhe in Bonn, ab 1993 stellvertretender Abteilungsleiter Logistik und Personal im Hauptquartier der Allied Land Forces Central Europe (LANDCENT) der NATO in Heidelberg und ab 1995 Referatsleiter in den Stabsabteilungen V und II des Führungsstabs des Heeres im Bundesministerium der Verteidigung in Bonn. 1999 erfolgte sein erster sechsmonatiger Auslandseinsatz als Chef des Stabes der Combined Joint Civil Military Cooperation Task Force im Hauptquartier SFOR in Sarajevo, Bosnien und Herzegowina. 
Von 2000 bis 2002 war Ueberschaer Brigadekommandeur der Logistikbrigade 1 in Lingen (Ems). Vom April bis Oktober 2001 war er in seinem zweiten Auslandseinsatz Abteilungsleiter Unterstützung im Hauptquartier KFOR in Pristina, Kosovo und von Oktober 2002 bis Januar 2004 erster Kommandeur der neu aufgestellten Logistikbrigade 100 in Unna. Ab dem 8. Januar 2004 war er Kommandeur des Logistikzentrums der Bundeswehr in Wilhelmshaven. Mit Ablauf des 28. Februar 2007 wurde er in den Ruhestand versetzt.

## Privates
Ueberschaer ist verheiratet und hat zwei Töchter.